# 尻餅 (菓子)
尻餅（しりもち）は、北海道様似町の菓子。パッケージには「銘菓」ならぬ「迷菓」と記されている。
1980年代に地域振興運動として一村一品運動が広まる。当時の北海道知事横路孝弘の提唱もあり、様似町でも新しい名産品を考案することにあった。それまで様似町の土産は海産物が定番であったが、何か変わったものができないかと検討を行った。様似駅が日高本線の終着駅、すなわち「どん尻」であること、検討を行っていた際に酒に酔って出た話題に「“尻餅をついた”というけど、ついた餅は見たことがない」と話が出た。この酒の席での話を元に、様似町にある昭和初期創業の老舗菓子屋「梅屋」の二代目である平田能久（ひらた よしひさ）が考案した。
手作りであるため、わずかな力加減や、尻の割れ目の刻み加減、柔らかさの違いにより、個々の尻餅の見た目は、微妙に異なっている。
2017年6月に中島公園で開催された北海道神宮例祭「札幌まつり」に併せて、札幌パークホテル駐車場で開催された「ドキドキFOODパーク 2017」では、尻餅とSTVラジオとでコラボレーションしアナウンサーの高山幸代の尻をイメージした「尻ツン餅」が数量限定で販売された。

## 商品
- 尻餅
- おしり愛 - 尻餅の2個セット[1][2]